# Église de l'Assomption d'Ambrières
L'église d'Ambrières est une église romane construite au XIIe siècle, dédiée à l'Assomption et située à Ambrières dans la Marne.

## Historique
Elle fut une première fois détruite par un incendie en 1142. Le clocher et les collatéraux ont disparu au cours des siècles. La nef, plafonnée de bois, montre les chapiteaux romans de l’église primitive. L’abside à pans coupés est voûtée ; les arceaux se réunissent en une clef décorée d’un motif sculpté. L'église, bien que dépourvue de clocher, possède deux cloches datant de 1504.
Une importante poutre de gloire surmontée d'un christ en croix datant du XVIe siècle est classée.
Jean Le Vœu, nommé à la cure d'Ambrières le 15 juin 1752 a fait faire l'armoire de la sacristie, le siège des choristes, le lambris sous le tabernacle, le coffre sous l'autel, les six grands chandeliers et la croix de dessous l'autel, la grande croix processionale, une grosse encensoire tout de cuivre. Il a fait vernir les lambris du sanctuaire, séparer le grand autel du grand tabernacle en 1758, a fait blanchir la nef.
Hors de l'église, du côté du midi après la tour de la montée pour les cloches, maître Charles Formont a fait poser en pierre un cadran solaire sous lequel est gravé N.D.AMB.MC.FORT 1599 : ce qui veut dire Notre Dame d'Ambrières, Maître Charles Formont. ce cadran est toujours visible à ce jour.
A la Révolution, l'enlèvement de la statue et des armoiries de Hiérome (Jérome) d'Ambrières sauvèrent sans doute l'édifice de la destruction. L'inscription signalant que ce guerrier avait servi quatre rois de France en la maison de Lorraine et qu'il était décédé en 1616 à 82 ans disparut aussi. Il ne subsiste aujourd'hui qu'un cadre de pierre visible à l'intérieur sur le mur nord.
Au début du XXe siècle, l’effondrement de la falaise entraîna toute la partie nord du cimetière et menaça l’édifice.
Ce fut le premier monument historique déplacé pierre par pierre. L’église fut démontée, les pierres repérées, transportées par un petit chemin de fer dans le village et reposées à l’identique à 300 m du point primitif. Cette opération a débuté par le repérage de juin à septembre 1926, le 21 mai 1928 monseigneur Tissier posa la première pierre et elle fut inaugurée en 1935.
Elle est classée aux monuments historiques.